# Smicridea completa
Smicridea completa är en nattsländeart som beskrevs av Banks 1941. Smicridea completa ingår i släktet Smicridea och familjen ryssjenattsländor. Inga underarter finns listade i Catalogue of Life.